# 道の駅フォーレなかかわね茶茗舘
道の駅フォーレなかかわね茶茗舘（みちのえき フォーレなかかわねちゃめいかん）は、静岡県榛原郡川根本町にある国道362号の道の駅である。

## 施設
- 駐車場
  - 小型車：36台
  - 大型車：3台
  - 身障者用：2台
- トイレ（いずれも24時間利用可能）
  - 男：大 4器、小 6器
  - 女：5器
  - 身障者用：1器
- 公衆電話
- 特産品販売所（9:30 - 16:30）
- 資料館
- 茶室（お茶の淹れ方、作法を学ぶことができる）

## 休館日
- 毎週水曜日（祝日の場合は翌日）

## アクセス
- 国道362号 - 登録路線
- 川根本町営バス（せせらぎ号）
- 大井川鐵道駿河徳山駅（徒歩10分）

## 周辺
- 大井川
- 大井川鐵道大井川本線 駿河徳山駅
- 川根本町立中川根第一小学校
- 静岡県立川根高等学校